# Liste der Baudenkmale in Sarow
In der Liste der Baudenkmale in Sarow sind alle denkmalgeschützten Bauten der Gemeinde Sarow (Mecklenburg-Vorpommern) und ihrer Ortsteile aufgelistet. Grundlage ist die Veröffentlichung der Denkmalliste des Landkreises Mecklenburgische Seenplatte (Auszug) vom 20. Januar 2017.

## Baudenkmale nach Ortsteilen

### Sarow
| ID  | Lage     | Bezeichnung                                            | Beschreibung | Bild |
| --- | -------- | ------------------------------------------------------ | ------------ | ---- |
| 939 | Friedhof | Glocke (umgegossen 1841) im freistehenden Glockenstuhl |              |      |

### Ganschendorf
| ID   | Lage                            | Bezeichnung                            | Beschreibung | Bild           |
| ---- | ------------------------------- | -------------------------------------- | --- | -------------- |
| 380  | Ganschendorf 9, 9a, 47b (Karte) | Gutshaus                               | | Gutshaus       |
| 381  | (Karte)                         | Kirche                                 | Neugotische Backsteinkirche von 1896 am Standort eines Vorgängerbaus; 4-gesch. Turm mit Satteldach und Dachreiter mit Spitzhelm | Weitere Bilder |
| 1213 | Ganschendorf                    | Armenhaus, sog. Seeschlößchen am Teich | |                |

### Gehmkow
| ID   | Lage               | Bezeichnung  | Beschreibung | Bild |
| ---- | ------------------ | ------------ | ------------ | ---- |
| 1229 | Gehmkow 22 (Karte) | Gutshaus mit |              |      |
| 1229 | (Karte)            | Park         |              |      |

### Törpin
| ID   | Lage              | Bezeichnung                             | Beschreibung | Bild           |
| ---- | ----------------- | --------------------------------------- | ------------ | -------------- |
| 1088 | Törpin 13 (Karte) | Wohnhaus mit Gaststätte                 |              |                |
| 1089 | Törpin 39 (Karte) | Landarbeiterkaten                       |              |                |
| 1090 | Törpin 53b        | Mühle                                   |              |                |
| 1091 | Törpin 40 (Karte) | Schule                                  |              |                |
| 1092 | Törpin (Karte)    | Kirche mit                              |              | Weitere Bilder |
| 1092 |                   | Glocke (in neuerrichtetem Glockenstuhl) |              | Weitere Bilder |

## Quelle
- Karte der Baudenkmale im Geoportal des Landkreises